# کورکور ران‌حنایی
کورکور ران‌حنایی (نام علمی: Harpagus diodon)، گونه‌ای از پرندگان شکاری در زیرخانواده بازیان و از خانواده بازان است. به‌طور منظم در آرژانتین، بولیوی، برزیل، گویان، پاراگوئه، و سورینام و به عنوان سرگردان در کلمبیا، گویان فرانسه و ونزوئلا یافت می‌شود.
کورکور ران‌حنایی عمدتاً در جنگل‌های بارانی جلگه‌ای زندگی می‌کند. این گونه جنگل اولیه را دوست دارد، اما می‌توان آن را در جنگل‌های رشد دوم نیز یافت که به اندازه کافی پیر شده‌اند تا سایه‌بان بسته داشته باشند. هم در جنگل‌های انبوه و هم در جنگل‌های بازتر و حتی یک بار در یک لکه جنگلی در شهر سائوپائولو برزیل یافت شده‌است.